# Kochstor 13

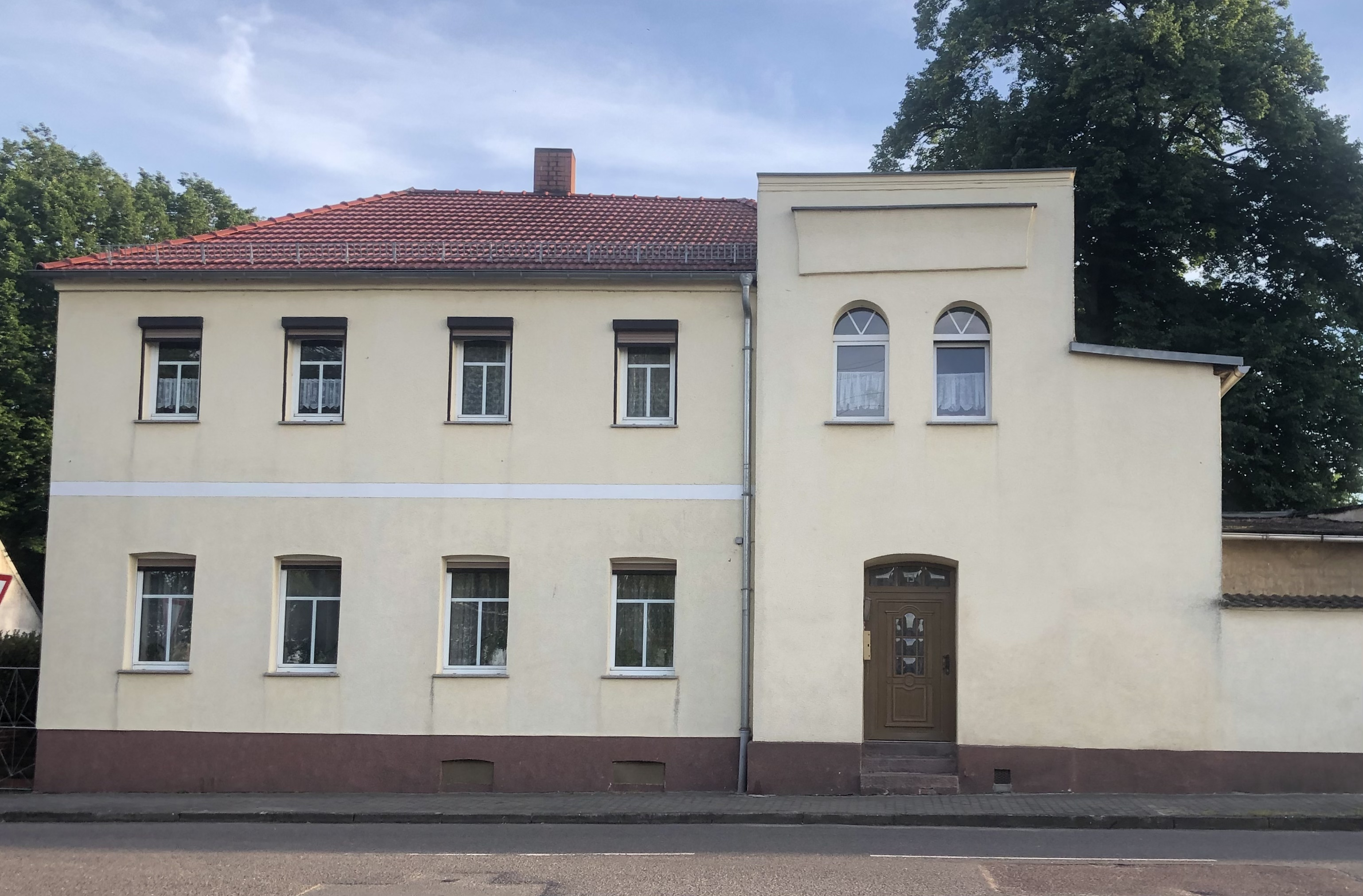
Wohnhaus Kochstor 13 im Jahr 2022

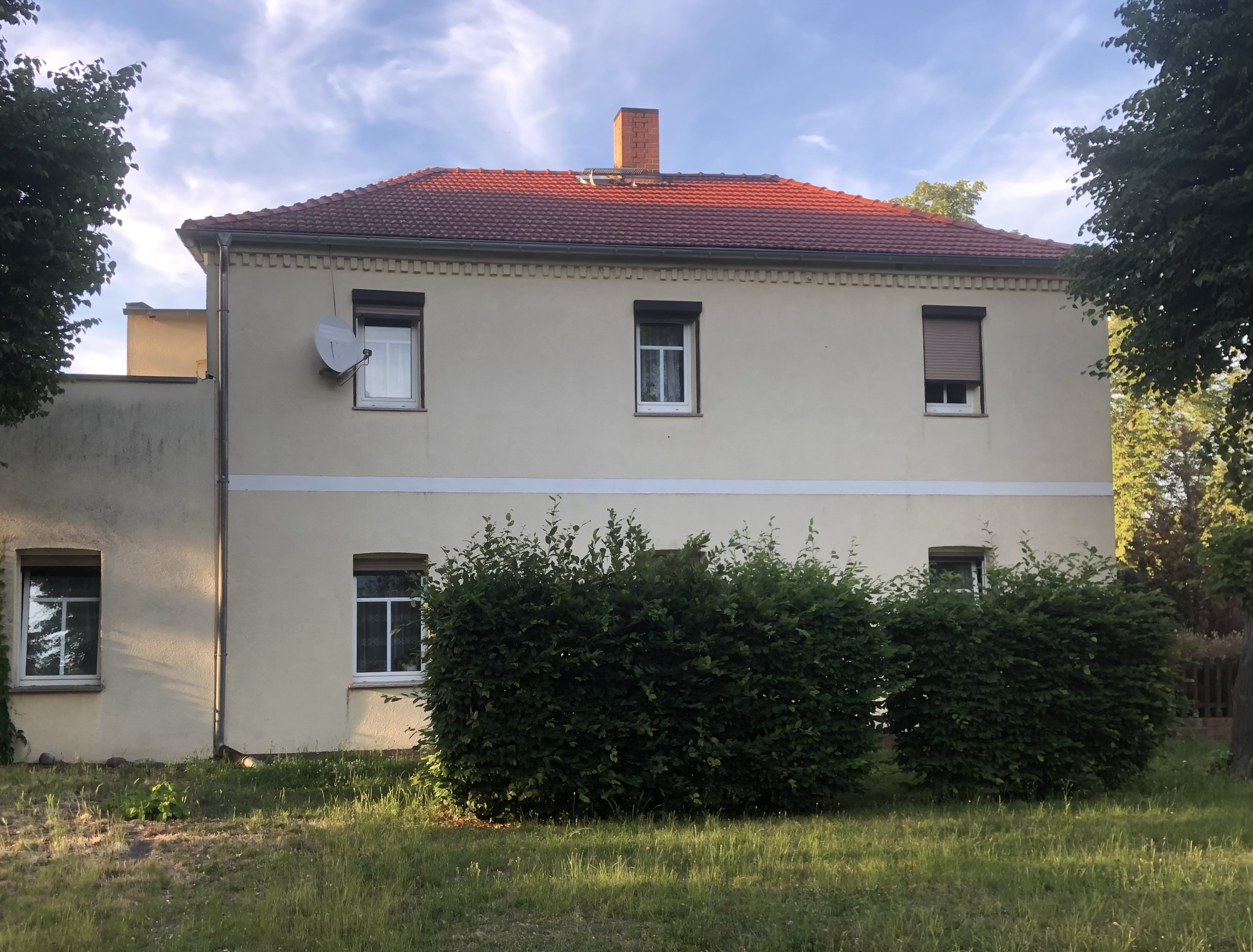
Rückseite

Das Gebäude Kochstor 13 ist ein denkmalgeschütztes Wohnhaus im Ortsteil Löbejün in der Stadt Wettin-Löbejün in Sachsen-Anhalt.
Das Haus befindet sich östlich der Löbejüner Altstadt auf der Südseite der Straße Kochstor in einer für das Stadtbild prägenden Lage. Unmittelbar östlich des Gebäudes mündet die Straße Promenade ein, so dass sich eine Ecklage des Hauses ergibt. Nordöstlich befindet sich eine von einer Grünanlage geprägten platzartigen Erweiterung auf die von Norden die Wiesenstraße, von Osten die Martinstraße und von Süden die Hoffmannstraße treffen. Südlich des Gebäudes befindet sich das Denkmal für die erste deutsche Dampfmaschine bei Burgörner.
Das große Wohnhaus entstand in der zweiten Hälfte des 19. Jahrhunderts.
Im örtlichen Denkmalverzeichnis ist das Wohnhaus unter der Erfassungsnummer 094 55240 als Baudenkmal verzeichnet.